# فلورنسا كيت أبتون
فلورنسا كيت أبتون (بالإنجليزية: Florence K. Upton)‏ هي كاتِبة ورسامة وكاتبة للأطفال أمريكية، ولدت في 22 فبراير 1873، وتوفيت في 16 أكتوبر 1922 في لندن في المملكة المتحدة.